# Bytom Open 2008
Il Bytom Open 2008, noto anche come Polska Energia Open, è stato un torneo di tennis facente parte della categoria ATP Challenger Series nell'ambito dell'ATP Challenger Series 2008. Il torneo si è giocato a Bytom in Polonia dal 16 al 22 giugno 2008 su campi in terra rossa e aveva un montepremi di €30 000+H.

## Vincitori

### Singolare
Laurent Recouderc ha battuto in finale  Pablo Santos con il punteggio di 6–3 6–4

### Doppio
Marcin Gawron /  Mateusz Kowalczyk hanno battuto in finale  Raphael Durek /  Blazej Koniusz con il punteggio di 6–4 3–6 [10–7]